# Асьєр Вільялібре
Асьєр Вильялибре Моліна (ісп. Asier Villalibre Molina; 30 вересня 1997, Герніка) — іспанський футболіст, нападник футбольного клубу «Атлетік Більбао».

## Життєпис

### Клубна кар'єра

#### Початок кар'єри
2011 року Асьєр приєднався до академії футбольного клубу «Атлетік Більбао». У своєму першому сезоні йому вдалося виграти національний кубок Nike, де він став найкращим бомбардиром і гравцем. Також він взяв участь у міжнародному кубку Nike, забивши за весь турнір два м'ячі.
У сезоні 2013/14, коли йому було 15 років, зіграв за молодіжний склад «Атлетіка» (Хувеніль «А»), забивши 15 м'ячів у 25 матчах. Також він грав у футбольному клубі «Басконія», що виступав в іспанській Терсері (провів 11 матчів де забив 6 м'ячів). У наступному сезоні Асьєр забив 20 м'ячів у всіх 34 іграх, у яких узяв участь, виступаючи за «Басконію». На його рахунку 2 голи в 6 іграх юнацької ліги УЄФА.

#### Атлетік Більбао
9 травня 2015 року Асьєр дебютував за другий склад «Атлетіка» в матчі проти «Трівал Вальдерас» в рамках 37 туру іспанської Сегунди Б. Матч закінчився перемогою «Атлетіка Більбао» з рахунком 4:1, а сам нападник вийшов на 64 хвилині зустрічі. У тому сезоні він провів 4 матчі, а його команда забезпечила собі місце в Сегунді.
Його професійний дебют відбувся 24 серпня 2015 року в першому турі іспанської Сегунди, в матчі проти «Жирони», коли він вийшов на заміну на 83 хвилині. У третьому турі він забив свій перший гол у матчі проти «Мальорки» (3:1). У своєму першому повному сезоні в дублі «Атлетика» провів 32 зустрічі де забив 3 м'ячі. За підсумками сезону команда вилетіла в Сегунду Б де він побив свій рекорд забивши 6 м'ячів у 9 турах. Асьєр закінчив сезон з 12 м'ячами попри численні виступи за основну команду, а також кілька травм.
4 грудня 2016 року Асьєр дебютував за основний склад «Атлетіка» в матчі проти «Ейбара» в рамках 14 туру іспанської Прімери вийшовши на 85 хвилині, замінивши Ікера Муньяїна. Через чотири дні він дебютував у Лізі Європи проти «Рапіда».

#### Нумансія
3 травня 2017 року його віддали в оренду команді Сегунди — «Нумансії». Асьєр дебютував у першій же грі, в матчі проти футбольного клубу «УКАМ Мурсія».

#### Реал Вальядолід
20 серпня 2017 року «Атлетік Більбао» віддав його в оренду до кінця сезону іспанському «Реал Вальядолід».

### Кар'єра в збірній
На рахунку Асьера є матчі за молодіжні склади збірної Іспанії (до 17, 18 і до 19 років).

#### Офіційні матчі
| Змагання                                                                | Результат  | Матчі | Голи |
| ----------------------------------------------------------------------- | ---------- | ----- | ---- |
| Відбірковий раунд в Чемпіонат Європи з футболу 2014 (юнаки до 17 років) | Пройшли    | 3     | 2    |
| Елітний раунд Чемпіонат Європи з футболу 2014 (юнаки до 17 років)       | Не пройшли | 3     | 0    |
| Елітний раунд Чемпіонат Європи з футболу 2015 (юнаки до 19 років)       | Пройшли    | 1     | 0    |

## Статистика виступів
Станом на 20 липня 2020 року
| Басконія Іспанія                        | 2013-2014          | Терсера Дивізіон   | 11  | 6  | - | - | - | - | 11  | 6  |
| Басконія Іспанія                        | 2014-2015          | Терсера Дивізіон   | 34  | 20 | - | - | - | - | 34  | 20 |
| Басконія Іспанія                        | Загалом            | Загалом            | 45  | 26 | 0 | 0 | 0 | 0 | 45  | 26 |
| Більбао Атлетік Іспанія                 | 2014-2015          | Сегунда Дивізіон Б | 4   | 0  | - | - | - | - | 4   | 0  |
| Більбао Атлетік Іспанія                 | 2015-2016          | Сегунда Дивізіон   | 32  | 3  | - | - | - | - | 32  | 3  |
| Більбао Атлетік Іспанія                 | 2016-2017          | Сегунда Дивізіон Б | 27  | 12 | - | - | - | - | 27  | 12 |
| Більбао Атлетік Іспанія                 | Загалом            | Загалом            | 63  | 15 | 0 | 0 | 0 | 0 | 63  | 15 |
| Атлетік (Більбао) Іспанія               | 2016-2017          | Ла-Ліга            | 6   | 0  | - | - | 2 | 0 | 8   | 0  |
| Атлетік (Більбао) Іспанія               | Загалом            | Загалом            | 6   | 0  | 0 | 0 | 2 | 0 | 8   | 0  |
| Нумансія (О) Іспанія                    | 2016-2017          | Сегунда Дивізіон   | 6   | 0  | - | - | - | - | 6   | 0  |
| Нумансія (О) Іспанія                    | Загалом            | Загалом            | 6   | 0  | - | - | - | - | 6   | 0  |
| Реал Вальядолід (О) Іспанія             | 2017-2018          | Сегунда Дивізіон   | 13  | 0  | 4 | 2 | - | - | 17  | 2  |
| Реал Вальядолід (О) Іспанія             | Загалом            | Загалом            | 13  | 0  | 4 | 2 | - | - | 17  | 2  |
| Лорка (О) Іспанія                       | 2017-2018          | Сегунда Дивізіон   | 12  | 0  | - | - | - | - | 12  | 0  |
| Лорка (О) Іспанія                       | Загалом            | Загалом            | 12  | 0  | - | - | - | - | 12  | 0  |
| Більбао Атлетік Іспанія                 | 2018-2019          | Сегунда Дивізіон Б | 38  | 23 | - | - | - | - | 38  | 23 |
| Більбао Атлетік Іспанія                 | Загалом            | Загалом            | 38  | 23 | 0 | 0 | 0 | 0 | 38  | 23 |
| Атлетік (Більбао) Іспанія               | 2019-2020          | Ла-Ліга            | 19  | 3  | 4 | 2 | - | - | 23  | 5  |
| Атлетік (Більбао) Іспанія               | Загалом            | Загалом            | 19  | 3  | 4 | 2 | - | - | 23  | 5  |
| Загалом за кар'єру                      | Загалом за кар'єру | Загалом за кар'єру | 201 | 67 | 8 | 4 | 2 | 0 | 211 | 71 |
| (О) Вказує на те, що він грав в оренду. |                    |                    |     |    |   |   |   |   |     |    |

## Досягнення
«Атлетік» (Більбао)
- Володар Кубка Іспанії: 2023–24[1]
- Володар Суперкубка Іспанії: 2020